# Харитонов, Гавриил Тихонович
Гавриил Тихонович Харитонов (1767 — нач. XIX века) — русский гравёр на меди.

## Биография
О биографии Харитонова известно мало. Пик его творческой активности приходился на 1780-е и 1790-е годы. В эти годы он одновременно занимал штатные должности гравёра на меди при типографиях Горного училища (1790—1797) и Географического департамента (с 1789).
Создавал в основном гравюры для изданий, связанных с Географическим департаментом, среди которых:
- Заголовок к изданию «Новый атлас или Собрание карт всех частей земного шара» (СПб., 1793)
- «Географическая карта Российской Империи», с вензелем Павла I в картуше, на 8 листах
- Пять картушей к картам «Атласа Российской Империи» (1800) и десять картушей к другому изданию того же атласа.

Среди других работ Харитонова следует отметить:
- Сцена миропомазания императрицы Екатерины II к «Описанию вшествия в Москву и коронования Государыни Императрицы Екатерины II»
- Портрет князя Потемкина-Таврического в рост, с рисунка М. Иванова (1788)
- Изображение св. Димитрия Ростовского (около 1786)
- Десять иллюстраций для книги «Образование древних народов» (1796, ч. III)
- Двадцать досок к изданию «Учреждение хозяйственной школы» (1798)

И др.
В начале XIX века имя Харитонова исчезает из источников.